# University of North Carolina School of the Arts
L'University of North Carolina School of the Arts (UNCSA) è una scuola d'arte a Winston-Salem, nella Carolina del Nord. Concede diplomi di scuola superiore, universitaria e dottorati. Fondata nel 1963 come North Carolina School of the Arts dall'allora governatore Terry Sanford, è stato il primo conservatorio d'arte pubblico negli Stati Uniti. La scuola possiede e gestisce lo Stevens Center nel centro di Winston-Salem ed è accreditata dalla Southern Association of Colleges and Schools.
La scuola è composta da cinque scuole professionali: Scuola di Danza, Scuola of Progettazione e Produzione (incluso un Programma di Arti Visive HS), Scuola d'Arte Drammatica, Scuola di Regia Cinematografica e Scuola di Musica.

## Storia

### Fondazione
L'idea della University of North Carolina School of the Arts fu avviata nel 1962 da Vittorio Giannini, uno dei principali compositori americani e insegnante di composizione alla Juilliard, al Curtis Institute of Music e alla Manhattan School of Music, che si avvicinò all'allora governatore Terry Sanford e chiese l'aiuto dell'autore John Ehle e William Sprott Greene Jr. e Martha Dulin Muilenburg di Charlotte, nella Carolina del Nord, per sostenere il suo sogno di un conservatorio d'arte. Furono stanziati fondi statali e fu istituito un Comitato del Conservatorio della Carolina del Nord. La School of the Arts diventatò un'istituzione costitutiva dell'Università della Carolina del Nord nel 1972.
Nel 2008 il consiglio di amministrazione dell'istituto votò all'unanimità per cambiare il nome della scuola da "North Carolina School of the Arts" a "University of North Carolina School of the Arts" per dare maggior risalto al suo profilo. Il cambio di nome fu successivamente approvato dal Consiglio dei governatori dell'Università della Carolina del Nord, dal Senato della Carolina del Nord, dalla Camera dei rappresentanti della Carolina del Nord e dal governatore Mike Easley.

### Dirigenti
Vittorio Giannini fu il fondatore ed il primo presidente della Scuola. La sua visione dell'educazione artistica ha plasmato l'UNCSA all'inizio e continua a influenzarla ancora oggi. Giannini è stato Presidente della nascente istituzione fino alla sua morte nel novembre 1966. Una delibera del Consiglio di fondazione e del Governatore del 3 dicembre 1966 rende omaggio a Giannini come fondatore della Scuola, osservando che "Quando era solo un sogno, cercò una sede per essa e contribuì a realizzarla. Quando era un'istituzione nascente, formò la sua struttura e la progettazione". Il compositore vincitore del Premio Pulitzer per la musica Robert Ward diventò il secondo presidente dell'UNCSA dopo la morte di Giannini.
Nel 1974 Robert Suderburg diventò il terzo cancelliere dell'UNCSA dopo Martin Sokoloff, il direttore amministrativo, che prestò servizio come cancelliere ad interim dal 1973 al 1974. Durante la sua permanenza all'UNCSA, l'edificio sul posto di lavoro, che contiene la Biblioteca Semans, fu aperto nel campus dell'UNCSA, così come lo Stevens Center, precedentemente Carolina Theatre, nel centro di Winston-Salem. L'inaugurazione di gala dello Stevens Center vide la partecipazione dell'orchestra sinfonica della scuola diretta da Leonard Bernstein, con Isaac Stern come solista e Gregory Peck come maestro di cerimonie. Tra i partecipanti figuravano Agnes de Mille, Cliff Robertson, il governatore James Hunt, il presidente e la signora Gerald Ford e Lady Bird Johnson. Lo Stevens Center rimane la più grande struttura dell'UNCSA per gli spettacoli.
Jane E. Milley diventò Cancelliere alla School of the Arts nel settembre 1984. Nella primavera del 1990 Alex C. Ewing fu nominato Cancelliere. Assunse la carica nel luglio 1990, al seguito di Philip R. Nelson, ex preside di musica alla Yale University, che prestò servizio come Cancelliere ad interim durante l'anno scolastico 1989-90. Ewing era stato associato alla scuola dal 1985, quando divenne presidente del Consiglio dei Visitatori. Nel 1988 fondò la Lucia Chase Endowed Fellowship for Dance at the School, in memoria di sua madre, co-fondatrice e prima ballerina dell'American Ballet Theatre. Uomo di diversi talenti, Ewing rivitalizzò quasi da solo il Joffrey Ballet durante il suo incarico di direttore generale negli anni '60. In qualità di cancelliere Ewing ha supervisionato il successo della campagna da 25 milioni di dollari della scuola per dotazioni e borse di studio. Ha anche organizzato una combinazione di sostegno locale, statale e nazionale per garantire l'istituzione della quinta scuola d'arte dell'NCSA, la Scuola di cinematografia nel 1993. Ewing si è particolarmente interessato al piano del campus dell'NCSA. Altri progetti eccellenti che guidò includevano un nuovo studio di scultura, un nuovo centro fitness e l'inizio della ristrutturazione dello Student Commons. Wade Hobgood, preside del College of the Arts presso la California State University di Long Beach dal 1993, fu nominato Cancelliere nel febbraio 2000, assumendo la carica il 1 luglio 2000. Nato a Wilson, NC, Hobgood ha frequentato la East Carolina University, dove ha conseguito una Laurea in Belle Arti e un Master in Belle Arti in Arti della Comunicazione.
John Mauceri è stato il settimo cancelliere dell'UNCSA. Assunse la posizione dopo Gretchen M. Bataille, ex vicepresidente senior per gli affari accademici dell'Università della Carolina del Nord con 16 campus, che aveva prestato servizio come Cancelliere ad interim durante l'anno accademico 2005-2006. Il Sig. Mauceri aveva conseguito il Bachelor of Science e il Master in Filosofia in teoria musicale presso l'Università di Yale, dove era stato anche membro della facoltà per quindici anni. È conosciuto a livello internazionale come direttore d'orchestra, arrangiatore e direttore musicale; è stato il primo americano a ricoprire la carica di direttore musicale nei teatri d'opera britannici e italiani. Negli ultimi quindici anni era stato Direttore dell'Orchestra dell'Hollywood Bowl di Los Angeles, California. Illustre artista discografico, ha vinto i premi Grammy, Tony, Emmy e Drama Desk. Scrive inoltre frequentemente articoli su opera, teatro musicale e musica per il cinema americano. Il cancelliere Mauceri ha annunciato nell'autunno del 2012 che si sarebbe ritirato al termine dell'anno accademico 2012-2013.
Lindsay Bierman, ex editore della rivista Southern Living, è stato cancelliere dal 2014 al 2019, supervisionando l'attuazione di un nuovo piano strategico, ristrutturazioni diffuse del campus e il lancio della più grande campagna di raccolta fondi nella storia della scuola. Bierman ha lasciato l'UNCSA nel 2019 per diventare amministratore delegato del sistema televisivo pubblico della Carolina del Nord, noto allora come UNC-TV e successivamente ribattezzato PBS North Carolina.
Nel 2020 Brian Cole, che in precedenza era stato decano della Scuola di musica dell'UNCSA e cancelliere ad interim, è stato nominato nono cancelliere dell'UNCSA.

## Campus

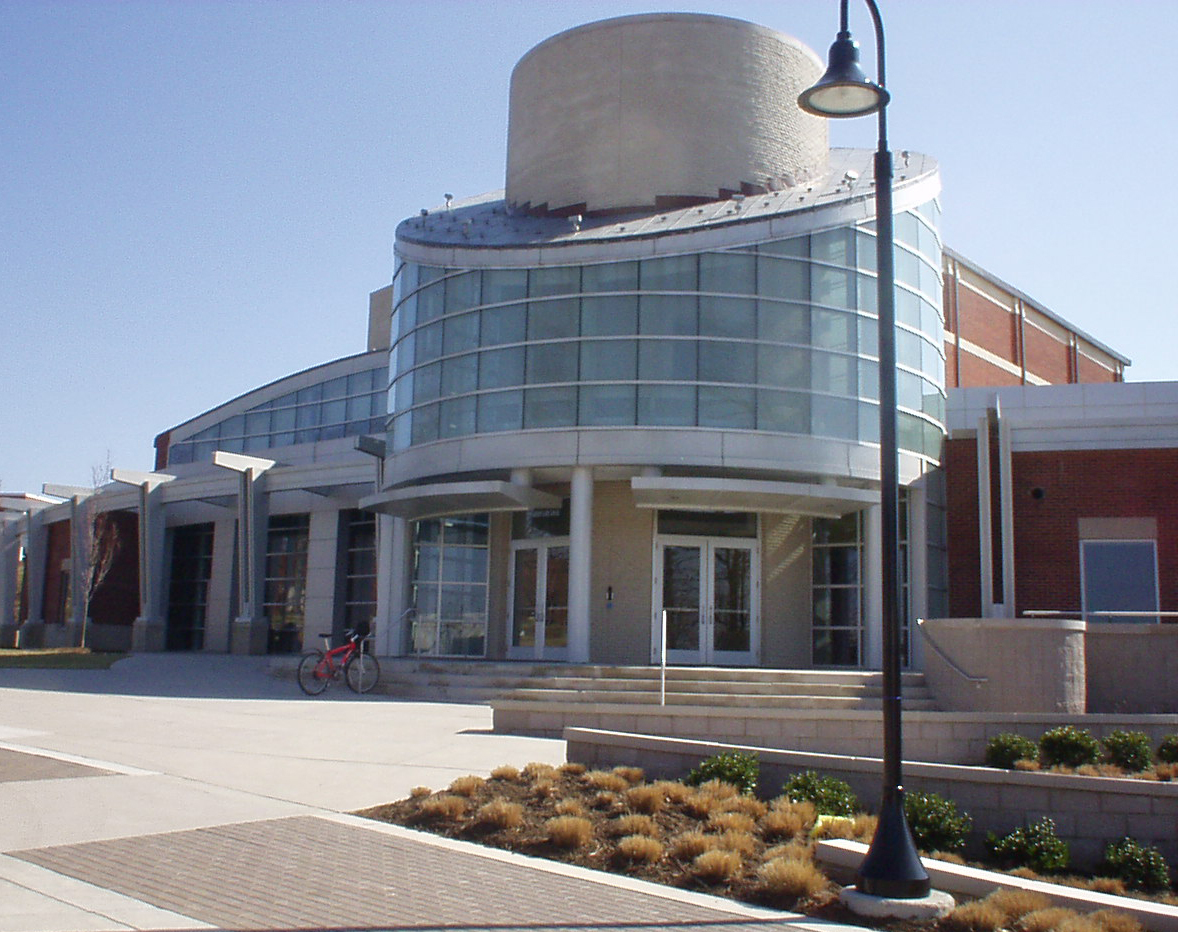
La facciata della Watson Hall

Il campus della scuola è composto da 77 acri (310 000 m²) a Winston-Salem, vicino a Old Salem. Ci sono otto dormitori: sei per studenti universitari, due per studenti delle scuole superiori, un complesso di appartamenti per studenti nel campus e un complesso di appartamenti per studenti fuori dal campus a pochi passi. La scuola dispone di undici spazi per spettacoli e proiezioni; il complesso espositivo ACE con tre sale cinematografiche, la Crawford Recital Hall (con un Organo Fisk), il deMille Theatre per la danza, la Hood Recital Hall, il Performance Place con tre spazi teatrali, lo Stevens Center nel centro di Winston-Salem e la Watson Chamber Music Hall. Performance Place è la sede del dipartimento di recitazione, l'ACE Theatre è la sede del dipartimento di regia, il teatro deMille è la sede del dipartimento di danza e le sale Watson, Hood e Crawford sono utilizzate dal dipartimento di musica. Lo Stevens Center è condiviso.
La scuola dispone anche di un centro fitness con un campo da basket interno, la Biblioteca Semans, l'Hanes Student Commons, Workplace (adiacente alla biblioteca) che ospita gli Visual Arts Studios, nonché uffici e studi per la Scuola di Danza, il Grey Building, che ospita gli accademici delle scuole superiori al terzo piano e studi musicali e sale prove al primo e al secondo piano, un edificio che ospita due studi di danza, uno studio di scultura di arti visive, un grande complesso di progettazione e produzione, uno studio di costumi, parrucche e trucco, un centro di accoglienza e diversi edifici per uffici amministrativi e accademici universitari. Sono attualmente in costruzione nuovi spazi studio e un nuovo complesso di appartamenti.

## Opportunità di prestazioni
L'UNCSA offre molte opportunità di rappresentazioni nel corso di un anno scolastico. Gli studenti di danza hanno tre spettacoli stagionali: danza autunnale, danza invernale e danza primaverile. Eseguono anche Lo schiaccianoci ogni Natale e molte altre esibizioni minori durante l'anno scolastico. Gli studenti di musica hanno la possibilità di esibirsi davanti ai loro coetanei ogni mercoledì all'ora dello spettacolo e gli studenti di solito fanno parte di un grande ensemble, come un gruppo jazz, un'orchestra, un'opera o un ensemble di fiati. Ciascuno di questi gruppi si esibisce più volte all'anno.
La Scuola di Design e produzione è responsabile della scenografia, dei costumi, delle parrucche, del trucco, dell'illuminazione, del suono e della direzione scenica di tutti gli spettacoli prodotti dalla Scuola di Drammaturgia, due opere che l'UNCSA produce ogni anno attraverso il Fletcher Opera Institute, nonché come spettacoli di danza, sebbene i costumi di danza siano forniti in parte dal Dipartimento dei costumi e anche dal negozio di costumi professionale della Scuola di Danza. Il Dipartimento di Illuminazione presenta ogni dicembre una vetrina intitolata "Photona" che combina illuminazione e apparecchiature di proiezione.
La Scuola di cinematografia ospita l'ACE Exhibition Complex, dove gli studenti possono mostrare il proprio lavoro e guardare quello degli altri. Questo complesso, insieme allo Stevens Center, ospita ogni primavera il RiverRun International Film Festival.

### Tutta la scuola di musica
Una volta ogni quattro anni l'UNCSA produce un musical per tutte le scuole, una produzione in stile Broadway che coinvolge tutte e cinque le scuole d'arte del conservatorio. Tutti gli studenti hanno la possibilità di fare un'audizione. I musical passati per tutte le scuole hanno incluso Brigadoon, Oklahoma!, Kiss Me, Kate, Canterbury Tales e Guys and Dolls con la più recente Messa di Leonard Bernstein. Lo scopo dei musical per tutte le scuole non è solo quello di fornire agli studenti un'esperienza professionale, ma anche di raccogliere fondi e consapevolezza per la scuola. Ad esempio, per West Side Story gli interpreti dei ruoli principali e il cancelliere John Mauceri si sono recati a New York per promuovere la scuola e il revival del musical da parte della scuola. West Side Story è stato rappresentato allo Stevens Center dell'UNCSA dal 3 al 13 maggio 2007, quindi andò in tournée al Ravinia Festival di Chicago l'8 giugno 2007. La produzione fu diretta dal Dean of Drama Gerald Freedman, l'assistente alla regia della produzione originale e diretto dal Cancelliere dell'UNCSA e direttore d'orchestra di fama mondiale John Mauceri. È stato anche riferito che Arthur Laurents ha cambiato parti del dialogo per la produzione dell'UNCSA. Nel maggio 2011 l'UNCSA ha presentato "Oklahoma!" come un musical per tutte le scuole.

## Vita studentesca

### La mascotte
Sebbene l'UNCSA non abbia squadre atletiche ufficialmente autorizzate, la mascotte della scuola è The Fighting Pickle (Il sottaceto da combattimento). Il primo evento atletico dei primi anni '70 era una partita annuale di touch football tra una squadra dell'UNCSA contro una di una confraternita della Wake Forest University.
La mascotte era stata scelta dal nome di un concorso della squadra di football nel 1972. Il nome originale era semplicemente "The Pickles", insieme a uno slogan, "Sling 'Em By The Warts!" ma la mascotte alla fine divenne "The Fighting Pickles". Nella primavera del 2010 l'UNCSA ha organizzato un concorso per scegliere la nuova mascotte ufficiale "Fighting Pickle". Le iscrizioni e le votazioni di progettazione sono state aperte a studenti, ex studenti, docenti, personale ed ex docenti ed ex personale. Il vincitore fu presentato il 21 maggio 2010 nel caffè della Student Union, "The Pickle Jar".

### Organizzazioni studentesche
L'UNCSA ha molte organizzazioni studentesche attive, incluse, ma non limitate alle seguenti:
- SGA (Associazione dell'Esecutivo Studentesco)
- Pride (Organizzazione di supporto per gay, lesbiche e transgender dell'UNCSA)
- Branca Studentesca dell'Istituto per la tecnologia teatrale degli Stati Uniti (USITT).
- La giovinezza eccessivamente irrequieta di Dio (Compagnia di improvvisazione comica)
- Artisti del colore
- S.G. (Esecutivo Studentesco delle scuole superiori UNCSA)

## Controversie
Nel 1995 l'UNCSA [poi NCSA] è stata citata in giudizio dall'ex studente Christopher Soderlund. Soderlund affermava che due istruttori di danza avevano abusato sessualmente di lui. La notizia della causa portò alle dimissioni dei docenti accusati, Richard Kuch e Richard Gain. La causa è stata archiviata nel 2001 per scadenza dei termini di prescrizione.
Un audit statale del 2004 ha scoperto molteplici casi di irregolarità finanziarie commesse da Wade Hobgood, che aveva servito come rettore dell'università dal 2000 al 2005, così come da altro personale e amministratori, tra cui Dale Pollock, l'ex decano della Scuola di cinematografia (1999- 2006), che era stato anche decano ad interim dal 2020 al 2021.
Nel 2011 la scuola ha risolto una causa intentata da un anonimo ex dipendente dopo aver assunto per negligenza un noto predatore sessuale nel dipartimento di polizia del campus. Secondo il Winston-Salem Journal, l'importo pagato dalla scuola all'ex dipendente è stato di $100.000.
Nel 2016 la scuola ha risolto un'altra causa intentata da un ex studente laureato per presunta discriminazione sulla disabilità che "non includeva i danni monetari".
Nell'autunno del 2021 Soderlund e altri sei alunni di danza hanno citato in giudizio la scuola e diversi ex amministratori per abusi sessuali perpetrati dalla facoltà. La causa, Alloways-Ramsey et al. v. Milley et al., caso 21-CVS-4831 depositato il 29 settembre 2021 presso la Corte superiore della contea di Forsyth, è stato reso possibile da una legge speciale della Carolina del Nord che consente ai minori vittime di abusi sessuali di presentare reclami fino alla fine dell'anno. Un'indagine del Raleigh News & Observer e del Charlotte Observer ha rilevato che l'indagine della scuola sulla presunta cattiva condotta dei docenti negli anni '90 "nascondeva le scoperte più schiaccianti". In un successivo rinvio, altri 32 ex alunni hanno aderito alla denuncia, adducendo varie forme di abuso sessuale, fisico e verbale da parte dei docenti. Altri 17 ex alunni si sono uniti alla causa a fine dicembre 2021, portando il numero totale dei querelanti a 56.
Ulteriori rapporti del Raleigh News & Observer e del Charlotte Observer nel febbraio 2022 hanno rivelato i dettagli di un'altra causa contro la scuola intentata da due ex alunne del programma musicale del college che hanno affermato di essere state molestate sessualmente da Nicholas Muni, l'ex direttore artistico dell'A.J. Fletcher Opera Institute (che fa parte dell'UNCSA). Le querelanti hanno anche affermato che la dirigenza della scuola non è riuscita a proteggerle consentendo a Muni di tornare nel campus durante l'indagine sul Titolo IX che si è conclusa con la cessazione del suo impiego. L'indagine dell'Observer ha rilevato che Muni è rimasto sul libro paga della scuola nel 2020, nonostante l'insistenza dell'UNCSA sul fatto che il suo impiego fosse finito nel 2018.
Stephen Shipps, che ha lavorato come insegnante di violino presso l'UNCSA dal 1980 al 1989 (che è anche imputato nella causa degli ex alunni delle scuole superiori), è stato condannato a cinque anni di carcere il 14 aprile 2022 per traffico con una ragazza minorenne per aver fatto sesso con lei nel 2002. Quattro decenni di accuse di cattiva condotta sessuale contro Shipps, fatte da donne che hanno frequentato sia l'UNCSA che la Scuola di musica, teatro e danza dell'Università del Michigan, sono emerse a seguito di un'indagine del quotidiano studentesco The Michigan Daily nel 2018.